# Stadion im. Petra Atojana
Stadion im. Petra Atojana (kaz. П.А. Атоян атындағы стадион, ros. Стадион имени Петра Атояна) – wielofunkcyjny stadion w Uralsku, w Kazachstanie. Swoje mecze rozgrywa na nim drużyna Akżajyk Orał. Obiekt może pomieścić 8320 widzów.